# Ейнар Бенедіктсон
Ейнар Бенедіктсон, часто згадуваний як Ейнар Бен (31 жовтня 1864 — 12 січня 1940)— ісландський поет і юрист.
Поезія Ейнара Бенедіктсона стала значним внеском у націоналістичне відродження, яке привело до незалежності Ісландії. З цією метою він брав активну участь як у заснуванні Партії національної оборони у 1902 році, так і як редактор першої щоденної газети Ісландії 'Розклад' з 1896 по 1898 рік. Як поета його можна віднести до неоромантиків. Він виступав за те, щоб Гренландія стала частиною незалежної Ісландії.
Він був піонером як рішучий прихильник іноземних інвестицій для використання природних ресурсів Ісландії. У 1906 році він приєднався до керівництва двох компаній, Skjálfanda і Gigant, створених  експлуатації гідроелектростанцій, зокрема північних водоспадів річок Скалфандуфлот і Йокулса.Почався збір коштів, але була опозиція з боку людей, які заперечували проти іноземної участі. У 1914 році Ейнар Бенедіктссон був одним із засновників Асоціації «Водоспад Титан» і трьох дочірніх компаній Sirius, Orion і Taurus, створених для використання потужності водоспадів Þjórsá.
Його переклади включають англійську та американську поезію, а також шедевр у перекладі епосу Генріка Ібсена « Пер Гюнт » ісландською мовою. Ейнар Бенедіктссон був похований у національній святині Ісландії Тінгвеллір . Його нащадки живуть сьогодні в Ісландії, інших європейських країнах і Сполучених Штатах, зокрема колишній посол і тезка Ейнар Бенедіктссон.
Дванадцять років (1913-1925) він проживав у будинку Хофді на півночі Рейк'явіка . Статуя Ейнара, створена в 1964 році Асмундуром Свейнссоном, була перенесена в 2015 році з парку Міклатун і зараз стоїть біля будинку.